# Efsta IT Services
Die efsta IT Services GmbH ist ein österreichisches Unternehmen mit Hauptsitz in Steyr, das sich auf die Entwicklung von Softwarelösungen im Bereich der Fiskalisierung spezialisiert hat.
Das Unternehmen bietet europaweit Dienstleistungen an, die Unternehmen dabei unterstützen, gesetzliche Anforderungen im Bereich der elektronischen Aufzeichnung und Archivierung von Kassendaten zu erfüllen.

## Geschichte
efsta wurde im Jahr 2013 gegründet, um Unternehmen eine einheitliche Lösung für die gesetzeskonforme Speicherung und Übermittlung von Kassendaten anzubieten. Seitdem hat sich das Unternehmen kontinuierlich weiterentwickelt und seine Dienstleistungen auf verschiedene europäische Länder ausgeweitet.

## Dienstleistungen
efsta bietet Compliance as a Service Softwarelösungen an, die Unternehmen dabei unterstützen, gesetzliche Anforderungen im Bereich der Fiskalisierung zu erfüllen. Die Hauptprodukte umfassen: 
- Elektronisches Fiskalregister (EFR): Eine Middleware, die Kassensysteme mit den erforderlichen fiskalischen Komponenten verbindet und die gesetzeskonforme Speicherung und Übermittlung von Transaktionsdaten ermöglicht.
- Digitale Belege: Eine Lösung zur Erstellung und Archivierung von digitalen Kassenbelegen, die den gesetzlichen Anforderungen entspricht.
- E-Rechnung: Eine Produktlösung zur Erstellung und Übermittlung von elektronischen Rechnungen im B2B- und B2G-Bereich.

efsta ist in mehreren europäischen Ländern tätig und bietet Lösungen an, die an die jeweiligen nationalen gesetzlichen Anforderungen angepasst sind.